# 飯塚国五郎

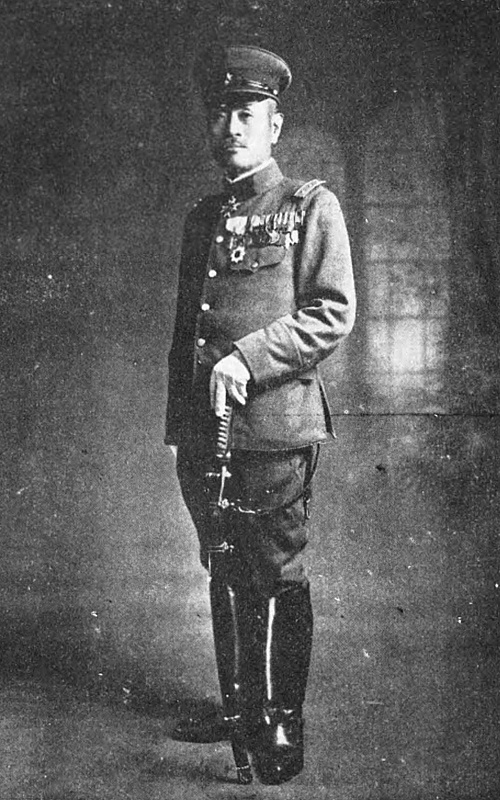
飯塚国五郎

飯塚 国五郎（國五郎、いいづか くにごろう、1887年（明治20年）5月25日 - 1938年（昭和13年）9月3日）は、日本の陸軍軍人。最終階級は陸軍少将。

## 経歴
群馬県北甘楽郡富岡町（現・富岡市）出身。農業・飯塚理八の長男として生まれる。富岡中学校（現群馬県立富岡高等学校）を経て、1910年（明治43年）5月、陸軍士官学校（22期）を卒業。同年12月、歩兵少尉に任官し歩兵第66連隊付となる。
1919年（大正8年）11月から1920年（大正9年）11月までシベリア出兵に従軍し、ニコリスク・ウスリースキー（現・ウスリースク）付近の戦闘で戦功を挙げ、功五級金鵄勲章を受章した。1920年8月、歩兵大尉に昇進し歩兵第66連隊中隊長に就任。陸士本科生徒隊中隊長を経て、1925年（大正14年）5月、近衛歩兵第4連隊付となり、同年7月、法政大学配属将校に就任。1927年（昭和2年）7月、歩兵少佐に進み、1929年（昭和4年）8月、東京府立実科工業学校（現東京都立墨田工業高等学校）配属となる。1933年（昭和8年）8月、歩兵中佐に進級し明治大学予科配属に転じた。1937年（昭和12年）8月、歩兵大佐に進み、同年10月、歩兵第101連隊長に発令され日中戦争に出征。武漢作戦に参加し、1938年8月、徳安で戦闘中に戦死し、陸軍少将に進級した。明治大学では和泉の予科校庭に留魂碑を建立し、毎年予科主催の慰霊祭を行い、その遺徳を偲んだ。墓所は多磨霊園。

## 栄典
- 1911年（明治44年）3月10日 - 正八位[8]
- 1914年（大正3年）2月10日 - 従七位[9]
- 1919年（大正8年）3月20日 - 正七位[10]
- 1924年（大正13年）5月15日 - 従六位[11]